# Agua Amarga
Agua Amarga es una localidad y pedanía española perteneciente al municipio de Níjar, en la provincia de Almería. Está situada en la parte nororiental de la comarca Metropolitana de Almería. Cerca de esta localidad se encuentran los núcleos de Carboneras, El Llano de Don Antonio, El Argamasón y Fernán Pérez.
Agua Amarga es una de las poblaciones costeras más pobladas del municipio nijareño, que aún sostiene parte de su tradición pesquera. El núcleo urbano está formado por un grupo de casas  blancas, y algunas instalaciones hosteleras al lado del mar.
Agua Amarga está próxima a la torre y el faro de la Mesa Roldán, además de la Cala de Enmedio y la Cala del Plomo. A orillas del mar Mediterráneo, todo el pueblo se enmarca dentro del parque natural del Cabo de Gata-Níjar.

## Deporte
En Agua Amarga se practica el  ciclismo, senderismo, paseos en kayak, buceo y esquí acuático. Hay empresas que ofrecen cursos de buceo PADI de todos los niveles. Desde dónde se pueden observar  varios kilómetros de costa  sin ninguna construcción, en un macizo volcánico, con acantilados basálticos,  y restos de antiguos volcanes.
El wakeboard, solo apto para personas con una buena condición física, consiste en deslizarse sobre el agua encima de una tabla siendo arrastrado con una cuerda por una lancha. 
El stand up paddle surf, o simplemente paddle surf, es también un deporte que se practica en Agua Amarga  pero muy diferente del anterior. Además de no requerir ningún condición física específica, es una actividad que puede practicarse desde niño, en familia o incluso para organizar reuniones distendidas en el mar. Se trata de ir de pie sobre una tabla con una pala y ofrece la posibilidad de combinarlo con otras actividades, como fotografía de fondos marinos, por ejemplo.
Los paseos en kayak, son ideales para disfrutar con la familia o en los alrededores e inmediaciones de la playa de Agua Amarga, como por ejemplo diversas calas ( cala enmedio, cala muelle, cala arena, etc.. ), el antiguo descargadero mineral de hierro,el maravilloso paisaje con diversos tipos de aves y fauna marina.

## Demografía
Según el Instituto Nacional de Estadística de España, en el año 2017 Agua Amarga contaba con 404 habitantes censados, lo que representa el 1,43% de la población total del municipio.

### Evolución de la población
| Gráfica de evolución demográfica de Agua Amarga entre 2003 y 2013 |
|                                                                   |
| Datos según el nomenclátor publicado por el INE.                  |

## Geografía

### Playa de Agua Amarga
Siendo Agua Amarga uno de los núcleos más poblados y frecuentados por el turismo en el parque natural Cabo de Gata-Níjar, su playa urbana es una de las más concurridas del entorno.
El espacio está dotado de equipamientos básicos para los usuarios (aseos, duchas, papeleras, etc.), ofreciendo además oportunidades de practicar actividades relacionadas con el mar.
El Plan de Ordenación de los Recursos Naturales del parque natural de 2008, cataloga la playa urbana como área con regulación especial (Zona B4).
En el extremo oriental de la misma existen aún los restos de un antiguo embarcadero donde se cargaban barcos con mineral de hierro procedente de las minas de Lucainena de las Torres.

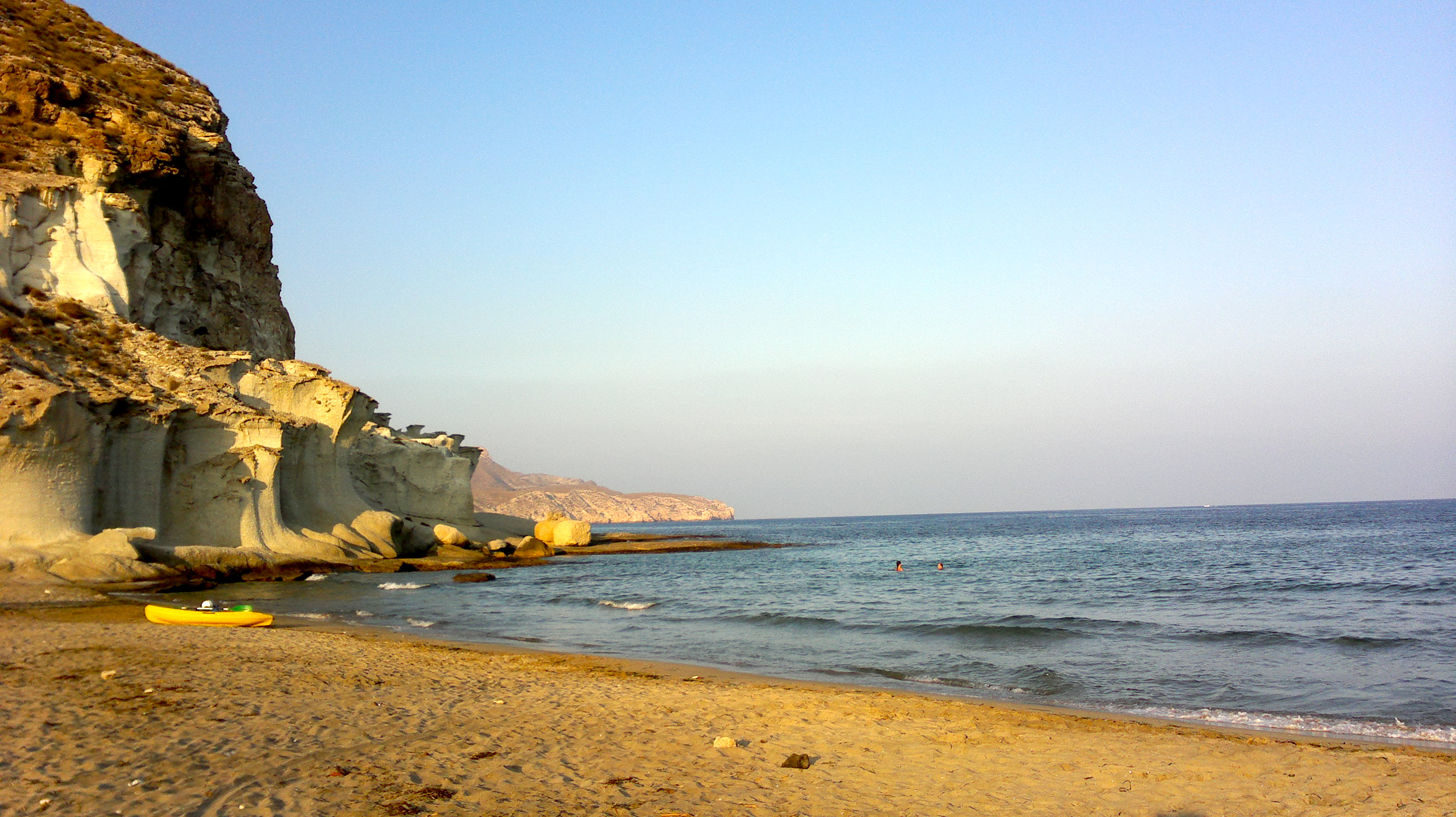
Cala de Enmedio, en Agua Amarga.